# Karantæne
 For alternative betydninger, se Karantæne (flertydig). (Se også artikler, som begynder med Karantæne)
Karantæne er et ophold i isolation eller observation ved indrejse til et andet land eller region fra smittede egne i udlandet. Formålet er at hindre sygdomsspredning, og opholdets længde afgøres af den pågældende sygdoms inkubationstid, dvs. tiden fra man bliver smittet til sygdommen bryder ud. Med nutidens vaccinationsmuligheder har karantæne stort set været afskaffet; men med udviklingen af Coronaviruspandemien er karantæne atter blevet en nødvendighed.
Ordet karantæne kommer fra italiensk quarantina (oprindeligt quaranta giorni), der betyder fyrre dage eller fransk quarantaine, der betyder et antal af 40. Begrebet udspringer af det religiøse fastebegreb. I middelalderen blev karantænen i Venedig indført som en beskyttelse mod pesten. Senere undersøgelser har påvist, at der gik ca. 37 dage fra, at man blev smittet med pesten, til døden indtraf.
Såfremt en person har ingen eller få symptomer, og derfor ikke kræver behandling, kan hjemmekarantæne anvendes. Det foregår ved at personen tilbringer inkubationstiden isoleret fra andre indtil et eventuelt sygdomsforløb er afklaret.

## Historie
Sundhedssystemet i Norditalien blev et forbillede for resten af Europa i bekæmpelsen af pest. I efteråret 1627 kom den islandske præst Oluf Eigilsson til Livorno på sin vej mod nord for at skaffe løsepenge for de islændinge, der blev holdt som slaver i Nordafrika. Oluf beskriver, hvordan en lokal læge kom om bord i skibet, hvor Oluf befandt sig, befalede de ombordværende af begge køn at klæde sig af, undersøgte dem under hænderne og rundt kønsdelene (frygt for syfilis), og derefter erklærede dem smittefri. Da den danske skibslæge Anders Georg Drachmann kom til Livorno i 1800-tallet på en fregat med sygdomsudbrud, måtte han i stegende sol dissekere en af de afdøde søfolk foran en række svedende myndighedspersoner fra byen. Drachmann fjernede organ efter organ, og holdt dem op foran delegationen, til han skulle til at save skallen over på afdøde for at tage hjernen ud. Da blev han afbrudt af embedsmændene, som erklærede skibet smittefrit.
Karantæne bruges også om en periode, hvor man er udelukket fra f.eks sportsstævner på grund af en forseelse.

## Karantænestationer for Danmark, Norge og Holsten
Under kolera-udbruddet i 1800-tallet blev rejsende til Danmark, der blev anset som mulige smittebærere, isoleret i tyve døgn på en af de fem karantænestationer på afsidesliggende øer. På Saltholm internerede man rejsende til Sjælland; på Sprogø rejsende til Fyn; på Askø rejsende til Lolland-Falster; og på Brandø og Kyholm rejsende til Jylland. 
I 1796 foretog en kommission en udredning af spørgsmålet om et karantæne-lasaret for Danmark-Norge og Slesvig-Holsten. Den fandt, at Kristiansand var bedst beliggende. Skibe fra de almindeligste pesthavne kom forbi uafhængigt af, hvor i tvillingrigerne de skulle. Den valgte Odderøya pga. kort afstand til byen og dens fæstning og en garnison som var afså vagthold. Ved kongeligt reskript af 5. juli 1799 besluttedes at anlægge en karantænestation for Danmark, Norge og Holsten på Odderøya.
Lazarettet blev opført i 1800-01, nedbrændte før det var taget i brug og stod omsider færdigt i 1804. Man havde beregnet plads til 250 senge. Karantænestationen lå højere end byens andre huse, ud fra datidens teori om at sygdomssmitte skyldtes opstigende, skadelige gasser. Første kontrol påhvilede lodsen, som undersøgte hvor skibet kom fra, lasten, og om der havde været sygdom undervejs. Ved kongelig forordning af 1805 var der dødsstraf for en skipper, der holdt skjult at han havde smitsom sygdom om bord, eller havde overtaget gods eller personer fra et smittet skib. Ved mistanke om smitsom sygdom, hejste lodsen et gult flag og førte skibet til østre havn. Der ventede man så, til sundhedskommissionen ankom. Den bestod fra 1805 af læge, søofficer, øverste toldfunktionær og en øvrighedsperson. Skibspapirene blev fugtet med eddike og røget i en særlig ovn, før de med båd blev fragtet til fæstningen og overrakt vagten der med en jernstang. Lægen kaldte så alle på dæk, udspurgte dem om helbred og foretog en fuld undersøgelse. Syge blev bragt til lazarettet, og skib og lods blev sat i karantæne. Skibets rum skulle rengøres og luftes, alt tøj luftes på dæk og mandskabet dagligt vaske ansigt og hænder. Var det sommer, skulle de bade. Mad blev fragtet ud og hejst om bord. Efter at maden var leveret, skulle flåden flere gange overskylles med søvand. Læger og plejere var pålagt at fugte hænder og ansigt med eddike før de gik ind til patienterne, og bagefter skulle de straks skifte tøj, og hænge det brugte tøj til luftning. Patienternes hænder og næsebor blev fugtet med klorkalk-opløsning fra en svamp. Gulvene blev vasket med klorkalk to gange dagligt. Frem til 1859 benyttede man parloiret (af fransk parler = at tale) til samtaler mellem personer fra byen og dem, der var i karantæne. Denne "talestue" var delt i midten af et trægitter og et net, og papirer blev overrakt ved hjælp af træklemmer efter at være røget og dynket med eddike. Behovet for stationen var enormt: I 1831 lå der hele 339 skibe i karantæne.
Karantænestationen på Odderøya var den største i Nordeuropa og i drift til 1914. Kristiansands kommandant, oberst Undahl, døde selv af tyfus han pådrog sig under et besøg på et fransk skib. Stationen fik sin egen gravplads, som blev kendt som Kolerakirkegården. Den, som sidst blev gravlagt der, var englænderen William Petrie, der døde i 1892. Tre Wehrmacht-soldater blev hængt på Odderøya i 1943 for at have samarbejdet med den norske modstandsbevægelse, og smidt i en grav på Kolerakirkegården. De blev overført til Oddernes kirkegård efter krigen..

## Karantæneforordningen af 19. juni 1831
Her står: "Den farlige og smitsomme Sygdom, der er bekiendt under Navn af Cholera, har viist sig i Lande, hvorfra den, især naar ei fornøden Forsigtighed iagttages, letteligen kan forplante sig her til Riget, saa at der fra Quarantainevæsenets Side føres det nøiagtigste Tilsyn med Iagttagelsen af de givne Forskrifter."
Karantænen skulle vare fra ti til 40 dage efter omstændighederne. Kolera var så frygtet og så dødbringende, at undvigelser medførte dødsstraf: "Dersom Nogen maatte giøre sig skyldig ved at udbryde eller udsnige sig fra indespærret Huus, Bye eller District, eller derfra at udbringe Gods eller ved falske Documenter forhindre de tagne Sikkerhedsregler, skal en saadan have sit Liv forbrudt." 